# AutoPostale Svizzera
L'AutoPostale Svizzera (in tedesco PostAuto Schweiz, in francese CarPostal Suisse, in romancio Auto da Posta Svizra) è una società svizzera specializzata nei trasporti postali e come corriere postale, nata nel 1998 come divisione di La Posta Svizzera. Le sue radici risalgono al 1906.
In Svizzera il termine AutoPostale (anche nelle versioni il Postale e la Posta) viene comunemente utilizzato per indicare gli autobus gialli dell'azienda.
AutoPostale Svizzera è divisa in diversi settori:
- PostAuto: linee di autobus (municipali, regionali, lunga distanza, e trasporti per vacanze)
- PubliCar: autobus a chiamata
- ScolaCar: autobus per trasporto scolari

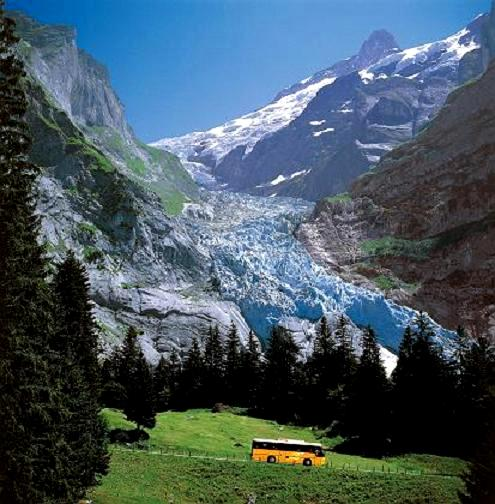
AutoPostale Svizzera vicino a Grindelwald

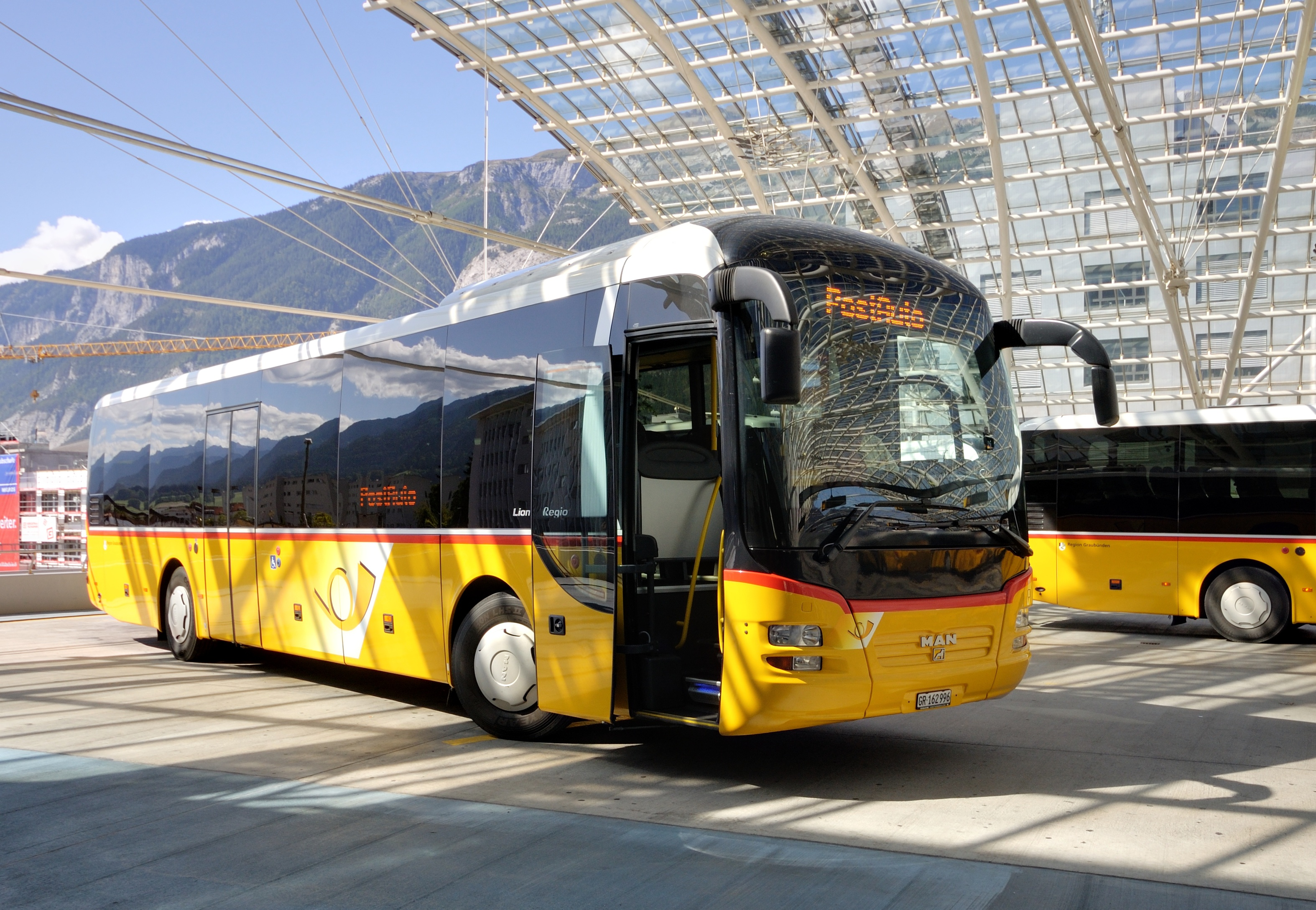
AutoPostale a Coira

- PostCar: autobus per turismo

## Collegamenti esterni

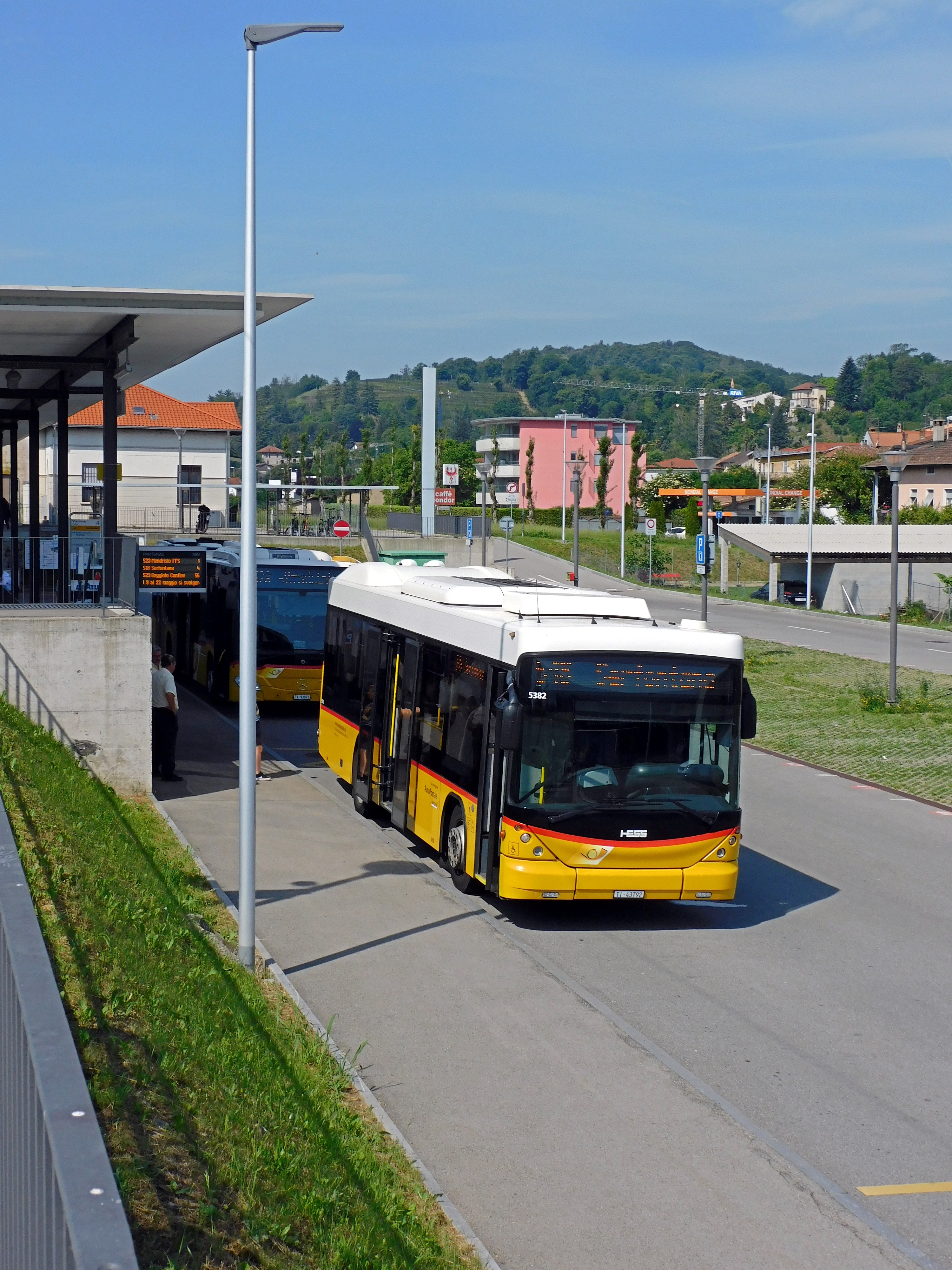
AutoPostale a Stabio